# Marcelliopsis denudata
Marcelliopsis denudata är en amarantväxtart som först beskrevs av Joseph Dalton Hooker, och fick sitt nu gällande namn av Schinz. Marcelliopsis denudata ingår i släktet Marcelliopsis och familjen amarantväxter. Inga underarter finns listade i Catalogue of Life.